# Resolutie 2387 Veiligheidsraad Verenigde Naties
Resolutie 2387 van de Veiligheidsraad van de Verenigde Naties werd op 15 november 2017 unaniem door de VN-Veiligheidsraad aangenomen. De resolutie verlengde de VN-vredesmacht in de Centraal-Afrikaanse Republiek met een jaar, en versterkte ze met 900 militairen.

## Achtergrond
Al sedert de onafhankelijkheid van Frankrijk in 1960 wordt de CAR geplaagd door staatsgrepen en geweld. Toen rebellen in 2003 de macht grepen, begonnen drie andere rebellenbewegingen een oorlog tegen hen. In 2007 werd een vredesakkoord getekend en in 2009 vormden ze samen een regering.
Eind 2012 brak er opnieuw rebellie uit tegen het bewind van toenmalig president François Bozizé. Diens regering vroeg om internationale hulp, maar dit werd geweigerd. Op 11 januari 2013 werd een vredesakkoord getekend, waarbij de eerste minister werd vervangen door een oppositielid.
Op 24 maart 2013 had een islamitische coalitie van rebellen uit het noorden genaamd Seleka de macht gegrepen, waarop ze aan het plunderen sloegen. Als reactie daarop namen christelijke Anti-Balaka-milities de wapens op en kwam de burgeroorlog echt op gang.
Er werd een overgangsraad opgericht en Catherine Samba-Panza, burgemeester van de hoofdstad Bangui, werd tot interim-president benoemd. Er kwamen ook vredeshandhavers naar het land, eerst Franse, dan Europese (EUFOR RCA) en later namens de VN (MINUSCA). In mei 2015 werd een vredesconferentie gehouden, waar werd besloten tot verzoening en ontwapening.

## Inhoud
Vooral in het zuidoosten en het noordwesten van de CAR was het geweld weer opgelaaid; steeds weer bleven nieuwe milities vechten om grondgebied en om het land te destabiliseren. Daarbij werden door beide zijden en delen van het leger op grote schaal de mensenrechten geschonden. Onder meer seksueel geweld was wijdverspreid, en werd niet enkel getolereerd door commandanten, maar ook als oorlogstactiek aangewend. Vrouwen en meisjes werden tot anderhalf jaar lang als seksslaven gehouden, en hadden nadien nauwelijks toegang tot hulp. Door al het geweld moesten hulporganisaties zich terugtrekken uit verschillende steden en dorpen. Delen van de Anti-Balaka maakten zich bovendien schuldig aan etnische zuiveringen. Er waren meer dan 600.000 interne verdrevenen en 500.000 vluchtelingen in buurlanden. Het leger bleef zwak, en de aanleidingen voor het etnisch conflict bleven bestaan. Een EUTM-missie van de Europese Unie moest het leger professionaliseren. De illegale handel in wapens en natuurlijke rijkdommen floreerde.
Het mandaat van de VN-vredesmacht MINUSCA werd verlengd tot 15 november 2018. Het aantal manschappen werd verhoogd tot 11.650. De toestemming voor de Franse troepenmacht in de CAR werd eveneens verlengd. Zij mochten interveniëren als MINUSCA zelf bedreigd werd. De manschappen van MINUSCA moesten beter geselecteerd, opgeleid en uitgerust worden. Er waren problemen geweest met het commando, waarbij bevelen waren genegeerd en niet was gereageerd op aanvallen op de bevolking. Er waren ook blauwhelmen beschuldigd van seksueel misbruik. Volgens aangehaalde rapporten van de VN kwamen die manschappen uit Congo, Burundi, Egypte, Gabon, Kameroen, Marokko, Niger, Pakistan en Zambia. Dergelijke beschuldigingen zouden, ondanks het nultolerantiebeleid, vaak zonder gevolg geklasseerd worden. In de loop van 2017 had de vredesmacht wel verschillende geslaagde operaties uitgevoerd, die tot doel hadden de bevolking te beschermen en gericht waren tegen gewapende groeperingen.
De voornaamste opdrachten van MINUSCA bleven het beschermen van de bevolking en het ondersteunen van het politieke proces.
Lijst ·  2337 ·  2338 ·  2339 ·  2340 ·  2341 ·  2342 ·  2343 ·  2344 ·  2345 ·  2346 ·  2347 ·  2348 ·  2349 ·  2350 ·  2351 ·  2352 ·  2353 ·  2354 ·  2355 ·  2356 ·  2357 ·  2358 ·  2359 ·  2360 ·  2361 ·  2362 ·  2363 ·  2364 ·  2365 ·  2366 ·  2367 ·  2368 ·  2369 ·  2370 ·  2371 ·  2372 ·  2373 ·  2374 ·  2375 ·  2376 ·  2377 ·  2378 ·  2379 ·  2380 ·  2381 ·  2382 ·  2383 ·  2384 ·  2385 ·  2386 ·  2387 ·  2388 ·  2389 ·  2390 ·  2391 ·  2392 ·  2393 ·  2394 ·  2395 ·  2396 ·  2397